# Liste der Staatsbäume der Bundesstaaten der Vereinigten Staaten
Dies ist eine Liste der offiziellen Staatsbäume der Bundesstaaten der Vereinigten Staaten. 
Diese Bäume gelten als bundesstaatliche Wahrzeichen in den jeweiligen Bundesstaaten und den Außengebieten der Vereinigten Staaten der Vereinigten Staaten:
| Staat                | Bild | Deutscher Name                 | Lateinischer Name                   |
| -------------------- | ---- | ------------------------------ | ----------------------------------- |
| Alabama              |      | Sumpfkiefer                    | Pinus palustris                     |
| Alaska               |      | Sitka-Fichte                   | Picea sitchensis                    |
| Arizona              |      | -                              | Parkinsonia florida                 |
| Arkansas             |      | Weihrauch-Kiefer               | Pinus taeda                         |
| Colorado             |      | Stech-Fichte                   | Picea pungens                       |
| Connecticut          |      | Amerikanische Weiß-Eiche       | Quercus alba                        |
| District of Columbia |      | Scharlach-Eiche                | Quercus coccinea                    |
| Delaware             |      | Amerikanische Stechpalme       | Ilex opaca                          |
| Florida              |      | Palmettopalme                  | Sabal palmetto                      |
| Georgia              |      | Virginia-Eiche                 | Quercus virginiana                  |
| Guam                 |      | Merbau                         | Intsia bijuga                       |
| Hawaii               |      | Lichtnussbaum                  | Aleurites moluccana                 |
| Idaho                |      | Westliche Weymouth-Kiefer      | Pinus monticola                     |
| Illinois             |      | Amerikanische Weiß-Eiche       | Quercus alba                        |
| Indiana              |      | Tulpenbaum                     | Liriodendron tulipifera             |
| Iowa                 |      | Eiche                          | Quercus                             |
| Kalifornien          |      | Küstenmammutbaum               | Sequoia sempervirens                |
| Kansas               |      | Rosenkranz-Pappel              | Populus deltoides                   |
| Kentucky             |      | Tulpenbaum                     | Liriodendron tulipifera             |
| Louisiana            |      | Echte Sumpfzypresse            | Taxodium distichum                  |
| Maine                |      | Weymouth-Kiefer                | Pinus strobus                       |
| Maryland             |      | Amerikanische Weiß-Eiche       | Quercus alba                        |
| Massachusetts        |      | Amerikanische Ulme             | Ulmus americana                     |
| Michigan             |      | Weymouth-Kiefer                | Pinus strobus                       |
| Minnesota            |      | Rot-Kiefer                     | Pinus resinosa                      |
| Mississippi          |      | Immergrüne Magnolie            | Magnolia grandiflora                |
| Missouri             |      | Blüten-Hartriegel              | Cornus florida                      |
| Montana              |      | Gelb-Kiefer                    | Pinus ponderosa                     |
| Nebraska             |      | Rosenkranz-Pappel              | Populus deltoides                   |
| Nevada               |      | Einblättrige Kiefer            | Pinus monophylla                    |
| New Hampshire        |      | Papier-Birke                   | Betula papyrifera                   |
| New Jersey           |      | Roteiche                       | Quercus rubra                       |
| New Mexico           |      | Colorado Pinyon                | Pinus edulis                        |
| New York             |      | Zucker-Ahorn                   | Acer saccharum                      |
| North Carolina       |      | Sumpfkiefer                    | Pinus palustris                     |
| North Dakota         |      | Amerikanische Ulme             | Ulmus americana                     |
| Nördliche Marianen   |      | Flammenbaum                    | Delonix regia                       |
| Ohio                 |      | Ohio-Rosskastanie              | Aesculus glabra                     |
| Oklahoma             |      | Kanadischer Judasbaum          | Cercis canadensis                   |
| Oregon               |      | Douglasie                      | Pseudotsuga menziesii               |
| Pennsylvania         |      | Kanadische Hemlocktanne        | Tsuga canadensis                    |
| Puerto Rico          |      | Kapokbaum                      | Ceiba pentandra                     |
| Rhode Island         |      | Rot-Ahorn                      | Acer rubrum                         |
| South Carolina       |      | Palmettopalme                  | Sabal palmetto                      |
| South Dakota         |      | Weiß-Fichte                    | Picea glauca var. densata           |
| Tennessee            |      | Tulpenbaum                     | Liriodendron tulipifera             |
| Texas                |      | Pekannuss                      | Carya illinoinensis                 |
| Utah                 |      | Stech-Fichte                   | Picea pungens                       |
| Vermont              |      | Zucker-Ahorn                   | Acer saccharum                      |
| Virginia             |      | Blüten-Hartriegel              | Cornus florida                      |
| Washington           |      | Westamerikanische Hemlocktanne | Tsuga heterophylla                  |
| West Virginia        |      | Zucker-Ahorn                   | Acer saccharum                      |
| Wisconsin            |      | Zucker-Ahorn                   | Acer saccharum                      |
| Wyoming              |      | Rosenkranz-Pappel              | Populus deltoides subsp. monilifera |